# Будино (Ленинградская область)
Бу́дино (фин. Putina) — деревня в Клопицком сельском поселении Волосовского района Ленинградской области.

## История
Впервые упоминается в Писцовой книге Водской пятины 1500 года как сельцо Будыни в Покровском Озерецком погосте.
На карте Ингерманландии А. И. Бергенгейма, составленной по материалам 1676 года, она обозначена как деревня Pudina.
На шведской «Генеральной карте провинции Ингерманландии» 1704 года — как мыза Budina hof.
Мыза Будина обозначена на «Географическом чертеже Ижорской земли» Адриана Шонбека 1705 года.

БУДИНО — деревня принадлежит подполковнице Логиновой, число жителей по ревизии: 33 м. п., 32 ж. п. (1838 год)

На карте Ф. Ф. Шуберта 1844 года она отмечена как деревня Будина.
На этнографической карте Санкт-Петербургской губернии П. И. Кёппена 1849 года она обозначена деревня «Putina», расположенная в ареале расселения савакотов. В пояснительном тексте к этнографической карте она записана как деревня Putina (Будино) и указано количество её жителей на 1848 год: савакотов — 25 м. п., 38 ж. п., всего 63 человека.

БУДИНО — деревня госпожи Дренакиной, по просёлочной дороге, число дворов — 12, число душ — 27 м. п. (1856 год)

Согласно 10-й ревизии 1856 года деревня Будино принадлежала помещице Анне Павловне Дренякиной.
Согласно «Топографической карте частей Санкт-Петербургской и Выборгской губерний» 1860 года деревня Будино состояла из 12 крестьянских дворов, севернее деревни располагался выселок.

БУДИНО — деревня владельческая при ключах, по левую сторону Самрянской дороги в 56 верстах от Петергофа, число дворов — 11, число жителей: 17 м. п., 16 ж. п. (1862 год)

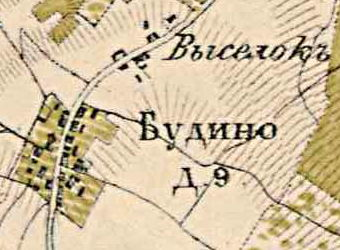
План деревни Будино. 1885 год

Согласно карте окрестностей Санкт-Петербурга в 1885 году деревня Будино состояла из 9 крестьянских дворов.
В конце XIX века деревня административно относилась к Губаницкой волости 1-го стана Петергофского уезда Санкт-Петербургской губернии, в начале XX века — 2-го стана. Население деревни было однородным — финским.
К 1913 году количество дворов в деревне увеличилось до 12.
С 1917 по 1922 год деревня Будино входила в состав Пагоновского сельсовета Губаницкой волости Петергофского уезда.
С 1922 года в составе Волосовского сельсовета.
С 1923 года в составе Троцкого уезда.
Согласно данным переписи населения СССР 1926 года в деревне Будино проживали 68 человек — финны и одна русская семья.
С февраля 1927 года в составе Венгиссаровской волости. С августа 1927 года в составе Волосовского района.
С 1928 года в составе Волосовского сельсовета.
По данным 1933 года деревня Будино входила в состав Волосовского сельсовета Волосовского района.

План деревни Будино. 1934 год

Согласно топографической карте РККА 1934 года деревня насчитывала 12 дворов, к северу от деревни находились «лифляндские посёлки».
C 1 августа 1941 года по 31 декабря 1943 года деревня находилась в оккупации.
С 1963 года в составе Кингисеппского района.
С 1965 года вновь в составе Волосовского района. В 1965 году население деревни Будино составляло 133 человека.
По данным 1966 года деревня Будино также находилась в составе Волосовского сельсовета.
По административным данным 1973 и 1990 года деревня Будино входила в состав Губаницкого сельсовета.
В 1997 году в деревне Будино проживали 33 человека, деревня относилась к Губаницкой волости, в 2002 году — 59 человек (русские — 71 %), в 2007 году — 46 человек.
В мае 2019 года Губаницкое и Сельцовское сельские поселения вошли в состав Клопицкого сельского поселения.

## География
Деревня расположена в северо-восточной части района на автодороге 41К-013 (Жабино — Вересть) в месте примыкания к ней автодороги 41К-367 (подъезд к пос. Сумино).
Расстояние до административного центра поселения — 3 км.
Расстояние до ближайшей железнодорожной станции Волосово — 5 км.

## Демография
| 1862 | 2002 | 2007 | 2010 | 2017 |
| ---- | ---- | ---- | ---- | ---- |
| 33   | ↗59  | ↘46  | →46  | ↗136 |

### Национальный состав
Согласно данным Всероссийской переписи населения 2021 года в деревне проживали 117 человек, из них:
 русские — 98, таджики — 5, азербайджанцы — 4, башкиры — 3, татары — 3, армяне — 2, чеченцы — 2 человека.

## Достопримечательности
- Близ деревни находится курганно-жальничный могильник XI—XIV веков[34].

## Улицы
Придорожная, Светлый переулок.